# Гней Доміцій Кальвін
Гней Доміцій Кальвін (96 — після 20 р. до н. е.) — політичний та військовий діяч Римської республіки, консул 51 та 40 років до н. е.

## Життєпис
Походив з роду нобілів Доміцієв. Син Марка Доміція Кальвіна, претора 81 року до н. е.
У 62 році до н. е. був легатом у проконсула провінції Азія Луція Валерія Флакка. Тоді в Адрамітії затримав золото юдеїв, яке повинно було спрямовуватися до Єрусалиму. У 59 році до н. е. був обраний народним трибуном. Під час своєї каденції протидіяв законам Гая Юлія Цезаря. Тоді ж був свідком у справі про здирництво Луція Валерія Флака.
У 56 році до н. е. став претором, керував судовою комісією з перевірки незаконного отримання посад. Серед народу здобув популярність завдяки проведенню ігор на честь Аполлона. У 54 році до н. е. намагався стати консулом, але був звинувачений у підкупі виборців й програв. У 53 році до н. е. був обраний консулом разом з Марком Валерієм Мессалою Руфом. Не зміг провести коміції через сутички між популярами та оптиматами. В одній із таких сутичок Кальвіна було поранено.

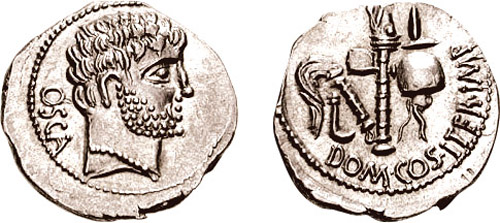
Денарій Гнея Доміція Кальвіна

З початком громадянської війни поміж Гаєм Цезарем та Гнеєм Помпеєм підтримав першого. У 48 році до н. е. керував двома легіонами у Греції — спочатку зазнав поразки від Фавста Корнелія Сулли, але згодом Доміцію вдалося захопити Фессалію. Після цього приєднався до армії Цезаря, а у вирішальній битві при Фарсалі керував центром війська Гая Цезаря. Після перемоги був призначений намісником Азії. У цей час проти римлян виступив Фарнак, син Мітридата VI, царя Понту. При Нікополі Доміцій зазнав тяжкої поразки від Фарнака і був вимушений залишити Понт, Галатію та Каппадокію. Після перемоги Цезаря над Фарнаком при Зелі у 47 році до н. е. Кальвін переслідував втікаючого Фарнака й захопив м. Сінопу. У 46 році до н. е. Доміцій разом з Цезарем рушив до Африки. Тут він з двома легіонами витіснив помпеянця Консідія з м. Тісдра.
По поверненню до Риму у 45 році до н. е. Гней Доміцій увійшов до колегії понтифіків. Після загибелі Цезаря Кальвін підтримав Октавіана, бувши у 42 році до н. е. його легатом у війні проти республіканців. Але зазнав поразки у морській битві від Луція Стація Мурка і Гнея Доміція Агенобарба. У 40 році до н. е. вдруге обрано консулом разом з Гаєм Азінієм Полліоном. Водночас став патроном м. Емпорій у Ближній Іспанії.
У 39 році до н. е. був призначений Октавіаном проконсулом в Іспанію. Під час свого правління іберійське плем'я церретанів завдало поразки легату Кальвіна. За це Доміцій наказав провести децимацію двох центурій й наказав стратити центуріона-приміпіла. Після цього рушив на церратів та повністю їх розбив. По поверненню до Риму відсвяткував тріумф. На честь своїх перемог Кальвін поставив пам'ятник на Палатині, збудував якусь будівлю у Тарацині та відремонтував Регію (місцеперебування понтифіків).
У 30—29 роках до н. е. від імені Риму уклав договір з м. Кнід. З 29 року до н. е. став магістром колегії арвальських братів.

## Родина
- Гней Доміцій Кальвін, префект кінноти 49 року до н. е.
- Доміція, дружина Луція Кальпурнія Бібула, проконсули Сирії у 34—32 роках до н. е.